# Eulocastra tamsi
Eulocastra tamsi là một loài bướm đêm trong họ Noctuidae.